# (2205) Glinka
(2205) Glinka (1973 SU4) – planetoida z pasa głównego asteroid okrążająca Słońce w ciągu 5,21 lat w średniej odległości 3 au. Odkryta 27 września 1973 roku.